# Nauru na Mistrzostwach Świata w Lekkoatletyce 2015
Nauru na Mistrzostwach Świata w Lekkoatletyce 2015 – reprezentacja Nauru podczas Mistrzostw Świata w Pekinie liczyła 1 zawodnika, który nie zdobył medalu.

## Występy reprezentantów Nauru
| Konkurencja            | Zawodnik           | Preeliminacje | Preeliminacje | Eliminacje | Eliminacje | Półfinał | Półfinał | Finał    | Finał   |
| Konkurencja            | Zawodnik           | Rezultat      | Pozycja       | Rezultat   | Pozycja    | Rezultat | Pozycja  | Rezultat | Pozycja |
| ---------------------- | ------------------ | ------------- | ------------- | ---------- | ---------- | -------- | -------- | -------- | ------- |
| Bieg na 100 m mężczyzn | M. Dagiero Dagiero | 11,81 PB      | 24.           | NQ         | NQ         | NQ       | NQ       | NQ       | NQ      |